# Matt Banahan
Matthew Andrew Banahan (Saint Helier, 30 dicembre 1986) è un rugbista a 15 britannico, nazionale inglese, che milita, nel ruolo di ala o secondo centro nel Gloucester.

## Biografia
Originariamente dedito all'hockey su prato, disciplina nella quale rappresentò anche la sua nativa Isola di Jersey, passò al rugby e nel 2005 entrò nelle giovanili dei London Irish, poi in quelle del Bath.
Nel 2006 fu selezionato per la Nazionale inglese a sette che disputò il Dubai Sevens di quell'anno e nel 2007 debuttò in campionato con il Bath.
Nel maggio 2009 fu chiamato in Nazionale maggiore per un incontro, senza valore di test, contro i Barbarians a Twickenham e una settimana più tardi disputò il suo primo incontro ufficiale, a Manchester contro l'Argentina.
Vanta la vittoria nel Sei Nazioni 2011 e la convocazione alla Coppa del Mondo di rugby 2011 in Nuova Zelanda.